# モンタナマツ
モンタナマツ（モンタナ松、学名: Pinus mugo）は、マツ科マツ属の匍匐性の針葉樹である。ヨーロッパ原産の山地性のマツで、日本のハイマツに似ている。標準和名はムゴマツであり、別名でスイスコウザンマツ、スイスミヤママツとも言う。ハイマツに比べると生長は早く、高さは1メートルになる。二葉性。学名のシノニムや和名のモンタナ（montana）は、いずれも「山の」を意味する。

## 分布と生育環境
ヨーロッパ原産で、アルプス山脈からバルカン半島、南はアペニン山脈まで分布する。主にピレネー山脈、アルプス山脈、エルツ山地、カルパティア山脈、北アペニン山脈、バルカン半島の山の標高1,000メートル (m) から2,200 mの高地に生育するマツである。北限のドイツやポーランドでは200 m、南限のブルガリアやピレネー山脈では2,700 mで見られることもある。
高地に生育するため、強風や雪に強く、地面が凍結しても耐えられる。夏場は直射日光が当たって乾燥が激しい状態になっても凌げるほど生命力が強い。

## 亜種
主に2つの亜種がある。
- P. mugo subsp. mugo - アルプス山脈の南東部やバルカン半島等、分布範囲の東域や南域で見られる。約3-6mと背の低い低木で、複数の幹からなる対称形の円錐状に育つ。

- P. mugo subsp. uncinata - ピレネー山脈北東部やポーランド等、分布範囲の西域や北域で見られる。約20mと背が高く、1本の幹からなる非対称形の円錐状に育つ。

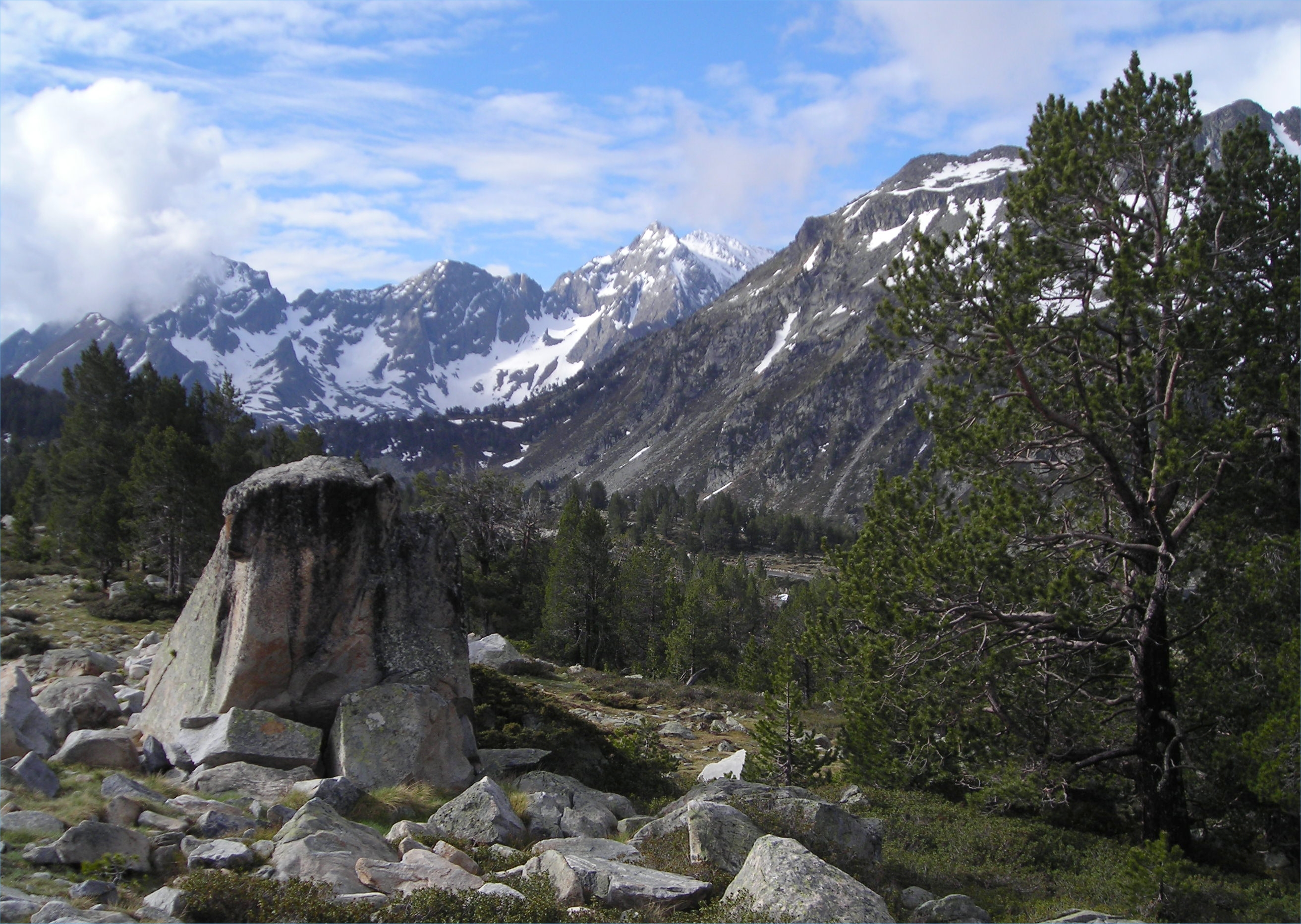
フランスの標高2,200mの地域に生えるP. mugo subsp. uncinata

西アルプスや北カルパティアでは、2つの亜種は広範に交雑して交雑種 rotundata を作る。西部のものを Pinus uncinata という別種に、北部のものをP. mugo var. rostrata という変種と分類する植物学者もいる。
どちらの亜種も濃緑色の針のような3-7cmの対の葉を付ける。松かさは2.5-5.5cmの茶色で、subsp. mugo では薄い鱗片で対称形であり、艶がない。subsp. uncinata では、厚い鱗片が上方、薄い鱗片が下方に集まった非対称形で、光沢がある。
モンタナマツは、特に小さい subsp. mugo が園芸種として重要である。また防犯の目的でも家庭に植えられることがあり、特に北アメリカでは審美的な観点と合わせて、柵や壁の代わり用いられる。

## 外来種
モンタナマツは、外来種としてニュージーランドの高山地帯に広がっている。

## 利用
公園樹や道路の植栽に使われる。

### 食材
最近では、モンタナマツの食材としての利用が増えてきている。春に野生のつぼみや若い松かさを収穫し、夏から秋にかけて天日で乾燥する。次にシロップに漬け、茹でて砂糖漬けにし、パインシロップを作る
。

## 画像
- ルーマニアのPinus mugo subsp. mugo
- Minnesota Landscape ArboretumのPinus mugo 'Valley Cushion'
- 若い松かさ